# Auguste Chapuis
Pour les articles homonymes, voir Chapuis.
Auguste Chapuis, né le 20 avril 1858 à Dampierre-sur-Salon (Haute-Saône) et mort le 6 décembre 1933 à Paris, est un compositeur, organiste et pédagogue français.

## Biographie
Auguste Paul Jean-Baptiste Chapuis naît à Dampierre-sur-Salon en Haute-Saône le 20 avril 1858.
Il étudie au Conservatoire de Paris, où il est l'élève de Théodore Dubois, Jules Massenet et César Franck, et obtient au sein de l'établissement un premier prix d'harmonie en 1877 ainsi qu'un premier prix d'orgue en 1881. Il occupe divers postes d'organiste à Paris, à Notre-Dame-des-Champs de 1882 à 1887 puis à Saint-Roch de 1888 à 1906.
En 1894, Chapuis succède à Adolphe Danhauser à la tête de l'Orphéon municipal de Paris et est nommé professeur d'harmonie au Conservatoire, poste qu'il occupe jusqu'à sa retraite en 1923.
En 1895, il est nommé officier d'Académie, et, en 1909, chevalier de la Légion d'honneur.
En 1914, il est lauréat du prix Chartier de l'Académie des beaux-arts pour ses compositions de musique de chambre, qualifiées par Adolphe Piriou de « solidement construites, habilement écrites et pleines d'idées ».
Comme compositeur, Auguste Chapuis est l'auteur de plusieurs opéras, oratorios et cantates dramatiques, de nombreux chœurs et pièces de musique de chambre. On lui doit aussi un Traité d'harmonie théorique et pratique.
Il meurt le 6 décembre 1933 dans le 17e arrondissement de Paris, en son domicile du no 2, rue Fortuny.

## Œuvres
- Ronde, partitions pour chant à 2 voix de femmes ou d'enfants. Durand & Cie
- Tambourin, partitions pour chant à 2 voix de femmes ou d'enfants. Durand & Cie
- Le Chêne abattu, chœur à trois voix égales. Partitions pour chant. Durand & Cie
- Les Demoiselles de St. Cyr, comédie musicale en quatre actes d'après la pièce d'Alexandre Dumas. Partition chant et piano[8].
- Poèmes d'amour, paroles de Rodolphe Darzens, 1895
- Enguerrande, drame lyrique en 4 actes et 5 tableaux, livret de Victor Wilder d'après le poème d'Émile Bergerat, créé à l'Opéra-Comique le 9 mai 1892. Choudens 1892[9]
- Fantaisie concertante pour contrebasse et piano. Durand 1907
- Méditation pour orgue ou harmonium (1912)
- Trois pièces pour piano : L'Aurore sur le lac ; Dans la montagne ; Rondes enfantines. Durand 1931

## Hommages
Son nom est donné en 1935 à la rue Auguste-Chapuis dans le 20e arrondissement de Paris.

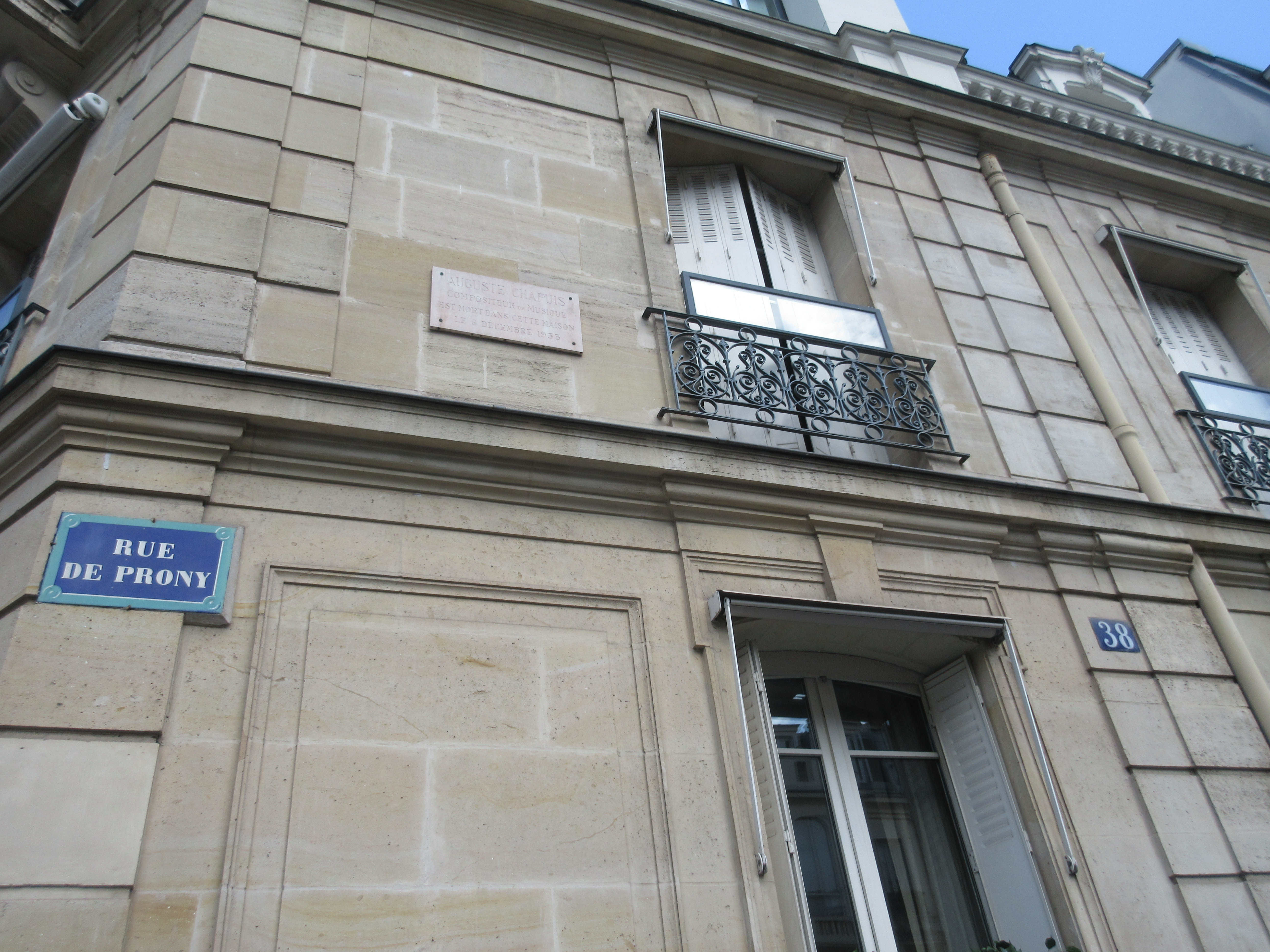
Plaque commémorative d'Auguste Chapuis au no 38, rue de Prony.